# Austrachipteria macrodentata
Austrachipteria macrodentata är en kvalsterart som först beskrevs av Hammer 1967.  Austrachipteria macrodentata ingår i släktet Austrachipteria och familjen Austrachipteriidae. Inga underarter finns listade.